# Santiago Acasiete
Wilmer Santiago Acasiete Ariadela (ur. 22 listopada 1977 w Callao) – peruwiański piłkarz grający na pozycji środkowego obrońcy.

## Kariera klubowa
Acasiete jest wychowankiem klubu Deportivo Wanka, wywodzącego się wówczas z miasta Chimbote. W 1995 roku zadebiutował w wieku 18 lat w rozgrywkach peruwiańskiej Primera División. Zawodnikiem Deportivo był przez 7 sezonów, a w 2002 roku przeszedł do stołecznego Universitario Lima. W Universitario grał przez rok i wywalczył z nim mistrzostwo fazy Apertura. W 2003 roku ponownie zmienił barwy klubowe i został piłkarzem Cienciano Cuzco. W swoim pierwszym sezonie wywalczył z Ciencano Copa Sudamericana, dzięki zwycięstwu w finałowym dwumeczu (3:3, 1:0) z argentyńskim River Plate. W tamtym roku osiągnął z Ciencano także inny międzynarodowy sukces - zdobył Recopa Sudamericana (wygrana po serii rzutów karnych z Boca Juniors. Z kolei w 2004 roku sięgnął po Copa Interandina.
W 2004 roku Acasiete wyjechał do Hiszpanii i został zawodnikiem klubu UD Almería, grającego w tamtejszej Segunda División. 26 września 2004 zadebiutował w lidze, w przegranym 0:1 domowym spotkaniu z Salamanką. W sezonie 2006/2007 swoimi trzema zdobytymi golami przyczynił się do awansu Almerii do Primera División. W sezonie 2007/2008 był rezerwowym obrońcą w klubie, ale przyczynił się do utrzymania beniaminka w La Liga, między innymi dzięki trafieniom w meczach z Sevillą (1:0) i Villarrealem (1:0).
| Sezon   | Klub               | Kraj      | Rozgrywki        | Mecze | Bramki |
| ------- | ------------------ | --------- | ---------------- | ----- | ------ |
| 1995    | Deportivo Wanka    | Peru      | Primera División | ?     | ?      |
| 1996    | Deportivo Wanka    | Peru      | Primera División | ?     | ?      |
| 1997    | Deportivo Wanka    | Peru      | Primera División | ?     | ?      |
| 1998    | Deportivo Wanka    | Peru      | Primera División | ?     | ?      |
| 1999    | Deportivo Wanka    | Peru      | Primera División | ?     | ?      |
| 2000    | Deportivo Wanka    | Peru      | Primera División | ?     | ?      |
| 2001    | Deportivo Wanka    | Peru      | Primera División | 42    | 3      |
| 2002    | Universitario Lima | Peru      | Primera División | 36    | 2      |
| 2003    | Cienciano Cuzco    | Peru      | Primera División | 29    | 3      |
| 2004    | Cienciano Cuzco    | Peru      | Primera División | 22    | 4      |
| 2004/05 | UD Almería         | Hiszpania | Segunda División | 24    | 3      |
| 2005/06 | UD Almería         | Hiszpania | Segunda División | 35    | 3      |
| 2006/07 | UD Almería         | Hiszpania | Segunda División | 33    | 3      |
| 2007/08 | UD Almería         | Hiszpania | Primera División | 19    | 2      |
| 2008/09 | UD Almería         | Hiszpania | Primera División |       |        |

## Kariera reprezentacyjna
W reprezentacji Peru Acasiete zadebiutował 18 lutego 2004 roku w przegranym 1:2 towarzyskim spotkaniu z Hiszpanią, rozegranym w Barcelonie. W 2004 roku Santiago wystąpił z kadrą Peru na Copa América 2004, a w 2007 roku na Copa América 2007. 7 grudnia 2007 został zawieszony na 18 miesięcy, za picie alkoholu po przegranym 1:5 meczu z Ekwadorem. 3 lipca 2008 roku po śledztwie kara została zmniejszona do 3 miesięcy od czasu wniesienia apelacji (kwiecień 2008), a Acasiete został ukarany grzywną w wysokości 10 tysięcy dolarów.